# 聖セバスティアヌス (プレーティ)
『聖セバスティアヌス』（せいセバスティアヌス、伊: San Sebastiano、英: Saint Sebastian）は、イタリア・バロック期の画家マッティア・プレーティが1657年ごろ、キャンバス上に油彩で制作した絵画である。古代ローマ時代の殉教者聖セバスティアヌスを主題としている。作品は、ナポリのカポディモンテ美術館に所蔵されている。

## 歴史
この絵画は、プレーティが最初にナポリに滞在していた時期にサン・セバスティアーノ教会の尼僧たちのために制作された。ナポリの画家たち、とりわけ聖セバスティアヌスの古典的な図像で際立つ高貴さと美しさを欠いていると見なしたルカ・ジョルダーノの批判と圧力により、この絵画は設置された礼拝堂から取り外された。
この出来事に憤慨したプレーティは作品をある貴族に譲渡し、その貴族は作品をサンタ・マリア・デイ・セッテ・ドローリ教会内部の家族用礼拝堂に掛けた。彼によれば、その礼拝堂が「完璧な素描と素晴らしい自然から学びたく願う若い人たちの学校」となるべく、作品は1974年までそこで見ることができたが、同年、警備上の理由でカポディモンテ美術館に移された。

## 作品
明らかにカラヴァッジョの影響を示す本作は、ローマ皇帝ディオクレティアヌスからキリスト教徒として死刑を宣告された聖セバスティアヌスが柱につながれ、矢で射抜かれる姿を表している。そのポーズは、前面短縮法で横向きに人物を表すプレーティの様式を強調したものであり、構図に勢いと奥行きを与えている。こうした要素は『聖ニコラウス』や『洗礼者聖ヨハネ』 (ともにカポディモンテ美術館蔵) などですでに用いられていたが、本作はその質で頂点を極めている。本来、サン・ドメニコ・ソリアーノ教会 のために描かれたこれら2作では最初に黄色の色調に支配された光の効果が見いだされるのとは異なり、やや遅い時期の本作では銀灰色の色調が支配している。この色調は、王宮 (ナポリ) にある『放蕩息子の帰還』など本作のすぐ後に制作された作品にも見られ、プレーティの円熟期の作品一般に付随するものである。
1913年に、イタリアの美術史家ロベルト・ロンギは本作を場面の構成を精確に強調した「単身像の傑作」と定義し、「(...) 17世紀に生み出された構成がこれ以上明瞭に、成功裡に表現された単身像を私は知らない」と述べた。

## ギャラリー

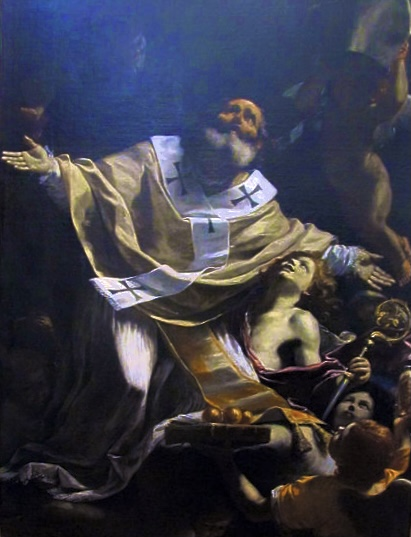
マッティア・プレーティ『聖ニコラウス』 (1653年頃)、カポディモンテ美術館、ナポリ
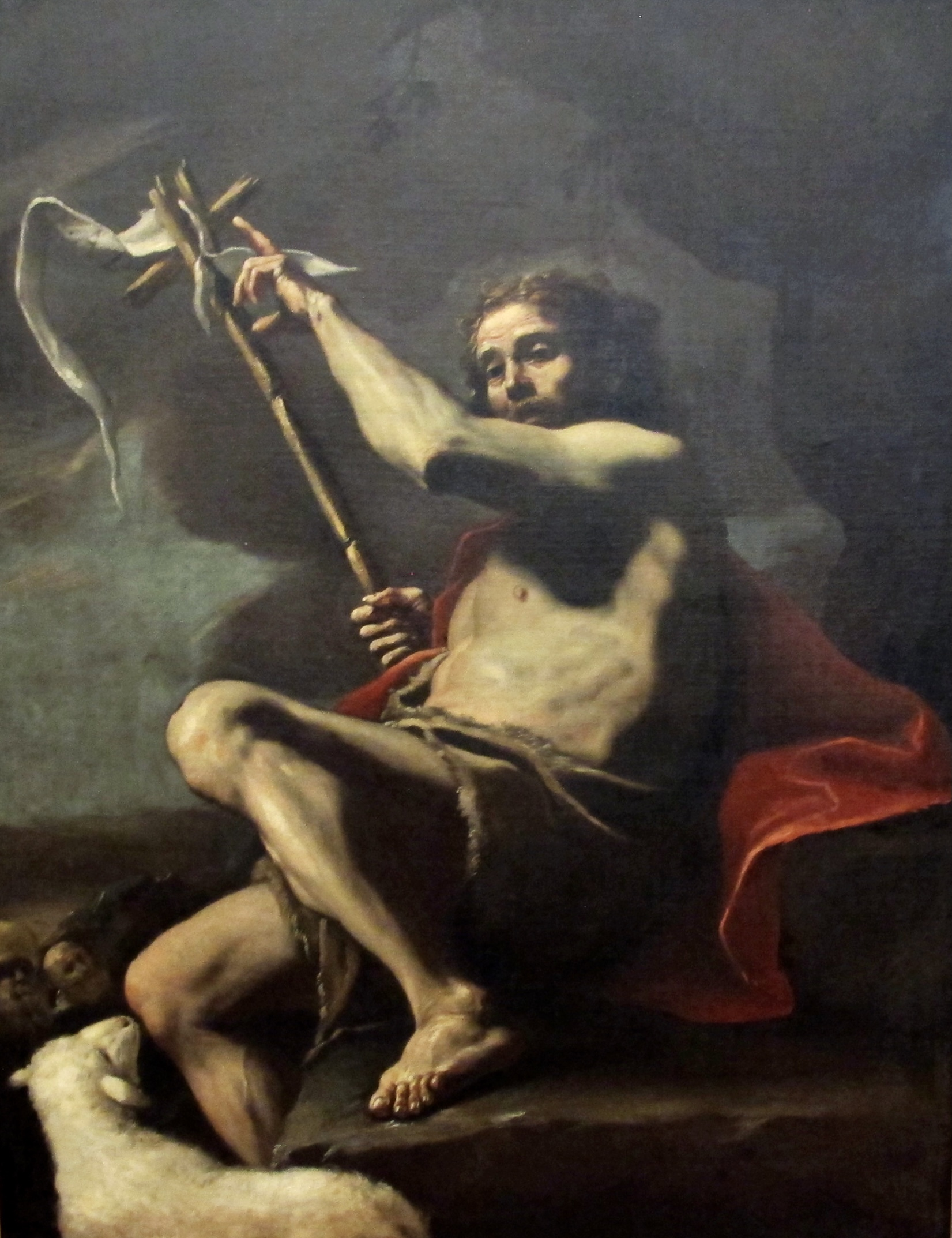
マッティア・プレーティ『洗礼者聖ヨハネ』 (1653-1656年頃) 、カポディモンテ美術館
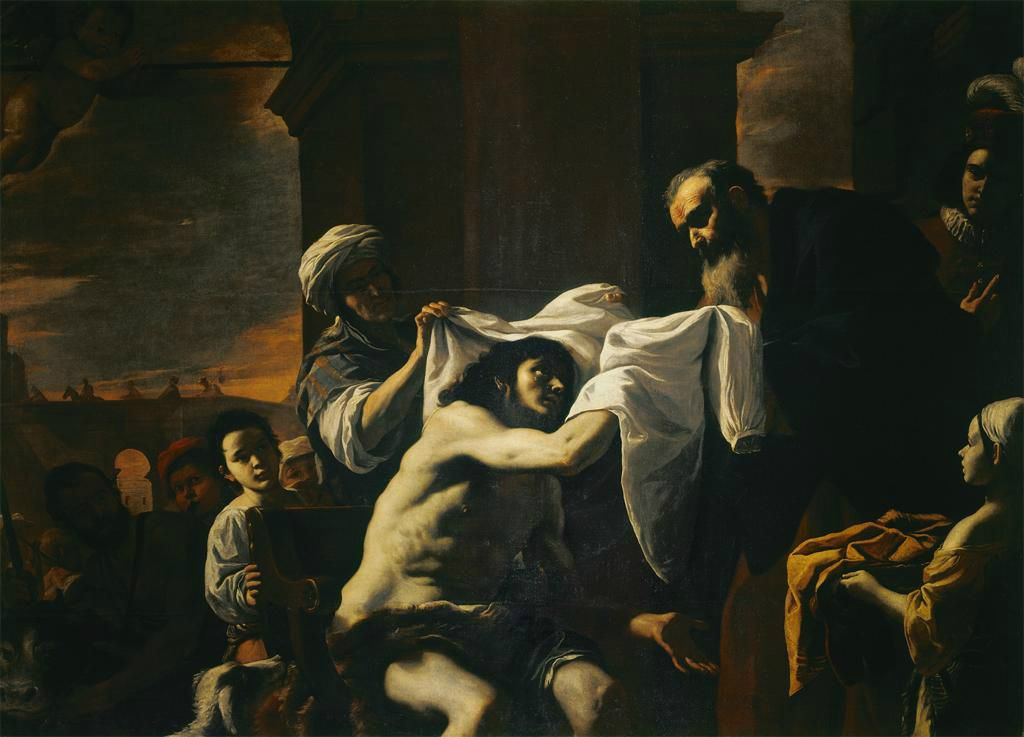
マッティア・プレーティ『放蕩息子の帰還』 (1658年ごろ) 、王宮 (ナポリ)